# Tell Me That You Love Me, Junie Moon
Tell Me That You Love Me, Junie Moon ist eine 1969 entstandene, US-amerikanische Tragikomödie von Otto Preminger mit Liza Minnelli in der Titelrolle. Der Geschichte liegt der gleichnamige Roman von Marjorie Kellogg zugrunde, die auch das Drehbuch verfasste.

## Handlung
Im Mittelpunkt der Geschichte stehen drei junge Leute, eine Frau und zwei Männer, denen das Schicksal bereits in jungen Jahren schrecklich mitgespielt hat, wie man im Laufe der Handlung durch Rückblenden erfahren wird. Sie alle haben sich im Krankenhaus kennen gelernt und sehen nun ihrer Entlassung entgegen. Das entstellte Gesicht der zarten, fragilen und sanftmütigen Titelheldin Junie Moon ist von Narben übersät, seit ihr ehemaliger Freund Jesse in einem Wutanfall Junie zunächst niedergeschlagen und anschließend Batteriesäure über ihr Gesicht geschüttet hatte. Der gutaussehende Arthur wiederum leidet unter Epilepsie und musste deswegen in Behandlung, und der Dritte im Bunde, Warren, ist ein von seiner frühzeitig nach Argentinien entfleuchten Mutter zurückgelassener Homosexueller, der aufgrund einer Querschnittslähmung stets im Rollstuhl sitzen muss. Allen Drei ist zu Eigen, dass sie sich trotz ihrer Handicaps nicht aufgeben wollen. Nach ihrer Entlassung suchen sie eine gemeinsame Bleibe für einen gemeinsamen Neubeginn außerhalb der Klinik und finden diese in einem ziemlich baufälligen Haus. Abgesehen von den eigenen Schwierigkeiten, die sich dahingehend äußern, dass alle drei Probleme haben, sich in ihrer jeweiligen Situation im Zusammenspiel mit den beiden anderen zurechtzufinden, erweist sich auch das Umfeld in Gestalt der neuen Nachbarn, die ihnen sehr ablehnend, manchmal sogar aggressiv bis handgreiflich gegenüber stehen, als hoch problematisch.
Der optisch am wenigsten auffällige Arthur findet zwar zunächst einen Job bei dem Fischhändler Mario, doch als ein Nachbar die bösartige Verleumdung verbreitet, dass Arthur Sodomie betreibe, ist dieser auch bald seinen Job wieder los. Erschwerend kommt hinzu, dass Arthur sich zwischenzeitlich in Junie verliebt hat, die sich aber angesichts ihrer jüngsten Erfahrungen nicht mehr vorstellen kann, sich noch einmal auf einen Mann einzulassen und diesem ihre Liebe zu schenken. Und doch ist es gerade die Liebe, nach der sich die fragile und nicht nur äußerlich zutiefst verletzte Junie Moon so sehr sehnt. Auch Warren stößt mit seinen Problemen rasch an die Grenze des Möglichen. Nicht nur dass er schwul ist, was in dieser Zeit (Drehjahr 1969) noch als großer Makel angesehen wird, und er seine Neigung öffentlich kaum ausleben kann; er findet sich während eines gemeinsamen Strandausflugs sogar in einem Flirt mit einem gutgebauten und durchtrainierten Beach Boy wieder – und der ist ausgerechnet auch noch schwarz! In diesen Situationen, die manchmal bei aller Tragik auch immer mal wieder komische Momente aufweisen, erweist sich die Tatsache, dass keiner der Drei für sich hilflos allein dasteht, sondern dass man sich gegenseitig, so gut es eben geht, unterstützt, als sehr hilfreich. Am Ende ist zwar niemand auf wundersame Weise geheilt oder „gerettet“ worden, aber jeder der Beteiligten sieht seiner ungewissen Zukunft nunmehr gestärkt entgegen.

## Produktionsnotizen
Tell Me That You Love Me, Junie Moon wurde Mitte 1969 gedreht und am 11. Mai 1970 uraufgeführt. Eine deutsche Premiere hat es nie gegeben, jedoch lief der Film im selben Jahrzehnt im österreichischen Fernsehen.
Liza Minnellis Mutter Judy Garland starb während der Dreharbeiten in London (Juni 1969).
Lyle R. Wheeler schuf die Filmbauten, Morris Hoffman übernahm die Ausstattung. Stanley Cortez fotografierte die Titel. Nat Rudich war Premingers Produktionsleiter.
Regisseur Preminger wurde bei den Internationalen Filmfestspielen in Cannes 1970 für die Goldene Palme nominiert.

## Kritiken
Die Rezeption dieses Films mit zutiefst humanistischer Botschaft war zumeist positiv, wie die folgenden Beispiele bezeugen:
Kay Wenigers Das große Personenlexikon des Films verortete bei Liza Minnellis frühen schauspielerischen Darbietungen in der „zarten Außenseiter-Romanze Pookie und Otto Premingers kuriosem, bisweilen sarkastischen Behinderten-Drama Tell Me That You Love Me Junie Moon Ansätze für überzeugende Charakterinterpretationen“ und nannte in Premingers Biografie den Film ein „bizarre(s) Comedy-Melodram.“.
Roger Ebert schrieb am 4. August 1970: „Otto Premingers Tell Me That You Love Me, Junie Moon ist einer seiner besseren Filme der letzten Zeit. Er hat unter anderem dadurch Erfolg, in dem er menschliche Unterhaltung aus einer ziemlich unwahrscheinlichen Geschichte kreiert.“

„Bewegende Geschichte (…) Momente der Komödie, des Melodrams und des Mitgefühls meisterhaft durch Preminger vermengt in einem seiner besten Filme.“

Es gab aber auch sehr konträre Meinungen, wie die beiden folgenden Beispiele belegen:

„Absurde Tragikomödie, die verstörend ekelig bleibt hinsichtlich Konzeption wie Ausführung.“

„So als wenn man einem verehrten älteren Mitbürger zusehen würde, wie er verzweifelt versucht zu zeigen, dass er in das Heute verliebt ist, in dem er sich durchsichtige Klamotten anzieht.“